# Asia Cup 2004
Der Asia Cup 2004 war die 8. Ausgabe des Cricketwettbewerbes für asiatische Nationalmannschaften der im ODI-Format ausgetragen wird. Im Finale konnte sich Sri Lanka gegen Indien mit 25 Runs durchsetzen.

## Teilnehmer
Die Teilnehmer waren Gastgeber Sri Lanka, die restlichen drei Nationen mit Teststatus, sowie Hongkong und die Vereinigten Arabischen Emirate.
| - Bangladesch - Hongkong - Indien - Pakistan - Sri Lanka - Ver. Arab. Emirate |

## Format
In einer Gruppenphase wurden die Teams in zwei Gruppen mit jeweils drei Teams aufgeteilt. Innerhalb der Gruppen spielte jedes Team gegen jedes andere. Der Sieger eines Spiels bekam 2 Punkte, für ein Unentschieden oder No Result gibt es 1 Punkt. Die beiden Gruppenersten spielen im Anschluss zusammengefasst in einer Gruppe das Super 4. Wieder spielte jede Mannschaft gegen jede. Die beiden Gruppensieger der Vorrunde bekamen zwei Bonuspunkte. Die beiden Gruppenersten qualifizierten sich für das Finale und spielten dort den Turniersieger aus.

## Stadien
Die folgenden Stadien wurden für das Turnier vorgesehen.
| Stadion                                 | Stadt    | Kapazität |
| --------------------------------------- | -------- | --------- |
| Paikiasothy Saravanamuttu Stadium (PSS) | Colombo  | 15.000    |
| Sinhalese Sports Club Ground (SSC)      | Colombo  | 10.000    |
| Rangiri Dambulla International Stadium  | Dambulla | 16.800    |

## Vorrunde

### Gruppe A
Tabelle
|             | Sp. | S | N | R | BP | Punkte | NRR    |
| ----------- | --- | - | - | - | -- | ------ | ------ |
| Pakistan    | 2   | 2 | 0 | 0 | 2  | 12     | +2.567 |
| Bangladesch | 2   | 1 | 1 | 0 | 1  | 6      | +0.400 |
| Hongkong    | 2   | 0 | 2 | 0 | 0  | 0      | −2.979 |

Spiele
| 16. Juli Scorecard | Colombo (SSC) | Bangladesch 221-9 (50)           | – | Hongkong 105 (45.2) |
|                    |               | Bangladesch gewinnt mit 116 Runs |   |                     |

| 17. Juli Scorecard | Colombo (SSC) | Bangladesch 181 (45.2)       | – | Pakistan 256-6 (50) |
|                    |               | Pakistan gewinnt mit 76 Runs |   |                     |

| 18. Juli Scorecard | Colombo (SSC) | Hongkong 165 (44.1/47)                     | – | Pakistan 343-5 (50) |
|                    |               | Pakistan gewinnt mit 173 Runs (D/L method) |   |                     |

### Gruppe B
Tabelle
|                    | Sp. | S | N | R | BP | Punkte | NRR    |
| ------------------ | --- | - | - | - | -- | ------ | ------ |
| Sri Lanka          | 2   | 2 | 0 | 0 | 1  | 11     | +1.280 |
| Indien             | 2   | 1 | 1 | 0 | 2  | 7      | +1.040 |
| Ver. Arab. Emirate | 2   | 0 | 2 | 0 | 0  | 0      | −2.320 |

Spiele
| 16. Juli Scorecard | Dambulla | Indien 260-6 (50)           | – | Ver. Arab. Emirate 144 (35) |
|                    |          | Indien gewinnt mit 116 Runs |   |                             |

| 17. Juli Scorecard | Dambulla | Sri Lanka 239 (50)             | – | Ver. Arab. Emirate 123 (47.5) |
|                    |          | Sri Lanka gewinnt mit 116 Runs |   |                               |

| 18. Juli Scorecard | Dambulla | Sri Lanka 282-4 (50)          | – | Indien 270-8 (50) |
|                    |          | Sri Lanka gewinnt mit 12 Runs |   |                   |

## Super 4
Tabelle
|             | Sp. | S | N | R | BP | Punkte | NRR    |
| ----------- | --- | - | - | - | -- | ------ | ------ |
| Sri Lanka   | 3   | 2 | 1 | 0 | 3  | 13     | +1.144 |
| Indien      | 3   | 2 | 1 | 0 | 2  | 12     | +0.022 |
| Pakistan    | 3   | 2 | 1 | 0 | 0  | 10     | +0.162 |
| Bangladesch | 3   | 0 | 3 | 0 | 1  | 1      | −1.190 |

Spiele
| 21. Juli Scorecard | Colombo (SSC) | Bangladesch 177 (49.1)       | – | Indien 178-2 (38.3) |
|                    |               | Indien gewinnt mit 8 Wickets |   |                     |

| 21. Juli Scorecard | Colombo (RPS) | Sri Lanka 123-3 (32)            | – | Pakistan 122 (39.5) |
|                    |               | Sri Lanka gewinnt mit 7 Wickets |   |                     |

| 23. Juli Scorecard | Colombo (RPS) | Sri Lanka 191-0 (33.3)           | – | Bangladesch 190-9 (50) |
|                    |               | Sri Lanka gewinnt mit 10 Wickets |   |                        |

| 25. Juli Scorecard | Colombo (RPS) | Indien 241-8 (50)            | – | Pakistan 300-9 (50) |
|                    |               | Pakistan gewinnt mit 59 Runs |   |                     |

| 27. Juli Scorecard | Colombo (RPS) | Sri Lanka 267-9 (50)      | – | Indien 271-6 (50) |
|                    |               | Indien gewinnt mit 4 Runs |   |                   |

| 29. Juli Scorecard | Colombo (RPS) | Bangladesch 166 (45.2)         | – | Pakistan 167-4 (41) |
|                    |               | Pakistan gewinnt mit 6 Wickets |   |                     |

## Finale
| 1. August Scorecard | Colombo (RPS) | Sri Lanka 228-9 (50)          | – | Indien 203-9 (50) |
|                     |               | Sri Lanka gewinnt mit 25 Runs |   |                   |